# Pseudanthias engelhardi
Pseudanthias engelhardi es una especie de peces de la familia Serranidae en el orden de los Perciformes.

## Hábitat
Es un pez  de mar de clima tropical y asociado a los  arrecifes de coral que vive entre 1-53 m de profundidad.

## Distribución geográfica
Se encuentra en Australia (incluyendo la Gran Barrera de Coral) y República de Palau.